# Das Blumenwunder
Das Blumenwunder ist ein deutscher Stummfilm, der in den Jahren 1922 bis 1925 entstand. Er besteht hauptsächlich aus Zeitrafferaufnahmen von Pflanzenbewegungen. Das Filmmaterial stammt von der BASF und sollte ursprünglich für Werbezwecke verwendet werden. Schließlich wurde aber der Entschluss gefasst, die Aufnahmen für das Kino aufzubereiten und mit Tanzeinlagen der Unterrichts-Filmgesellschaft zu ergänzen.
Die Uraufführung fand am 25. Februar 1926 im Piccadilly-Theater in Berlin statt.

## Zeitgenössische Kritik
Das Blumenwunder wurde von den Kritikern begeistert aufgenommen.
- Rudolf Arnheim: „Der aufregendste, phantastischste und schönste Film, der je gedreht wurde“.[3]
- Max Scheler: „Man sieht die Pflanzen atmen, wachsen und sterben. Der natürliche Eindruck, die Pflanze sei unbeseelt, verschwindet vollständig. Man schaut die ganze Dramatik des Lebens – die unerhörten Anstrengungen“.[1]

## DVD-Veröffentlichungen
Der Fernsehsender Arte veröffentlichte eine DVD in der Arte Edition. Die Musik wurde durch die Norddeutsche Sinfonietta unter Leitung von Christian Gayed neu eingespielt.